# Otto Lies
Karl Otto Lies (Hannover, 28 juli 1869 – Goes, 9 november 1955) was een Nederlands pianist en componist van Duitse komaf.
Hij was zoon van deurwaarder Karl Lies en Margaretha Louisa Brandt. Zelf was hij getrouwd met Charlotta Catharina Fagel. Hij liet zich in 1902 naturaliseren en was ridder in de Orde van Oranje-Nassau.
Het gezin verhuisde al snel naar Keulen. Lies bezocht daar het gymnasium. Hij kreeg zijn muziekopleiding aan het Conservatorium van Keulen bij Franz Wullner. Er volgden tevens lessen bij Gustav Jensen (muziektheorie), Otto Klauwell (piano) en Eduard Mertke (bladmuziek lezen). Al vanuit die tijd is bekend dat hij muziek schreef. Hij werd in 1893 hoofd van de Maatschappij tot Bevordering der Toonkunst in Goes, gaf daar concerten, leidde het Goesche Symfonie Orkest en was dirigent van een gemengd koor in Vlissingen. Hij probeerde weg te komen uit Goes met sollicitaties in Middelburg (Middelburgsche Courant), Groningen (Bekker-koor) en Alkmaar (MtBdT). Hij had daarbij gerekend op steun van Willem Mengelberg, maar die bleef uit, alhoewel Mengelberg in 1912 zowel zijn Na zondondergang aan zee en Drie liederen zou uitvoeren met in die laatste Aaltje Noordewier-Reddingius als solist.  
Hij schreef ook recensie voor de Goesche Courant en Weekblad voor muziek. Hij had het af en toe aan de stok met collega Carl Johann Cleuver, maar waren gedwongen samen te werken. Leerlingen van Lies waren A.A. Noske en Eduard Flipse. Die laatste merkte later bij interviews op dat Lies hem juist de Franse muziek had bijbracht, zoals die van Claude Debussy. 
Hij was bekend als componist. Zijn werken werden uitgevoerd onder leiding van hemzelf, maar ook onder leiding van derden in Arnhem en Utrecht. Al vanaf zijn jonge jaren werden ze gewaardeerd, maar zijn in de 21e eeuw alle vergeten.
- opus 1: Grande polonaise pour piano 1897 (uitgegeven onder opus 11)
- opus 2: Vier Charakterstücke für pianoforte (1896)
- opus 7: Requiem Missa brevis pro defunctis (1896)
- opus 8: Sechs Stücke für Pianoforte (1896)
- opus 9: Vier Charakterstücke für pianoforte (1896)
- opus 13: In einsamen Stunden, Sechs intime Stücke für piano (1: Tröstung, 2: Leidvoll und feudvoll, 3: Zuversicht, 4: Verlassen, 5: Intermezzo, 6: Trost und Freude); opgedragen aan Willem/Wilhelm Mengelberg
- Albumblatt für Pianoforte (1898)
- Zwei Liebeswalzer (1898)
- opus 14: Trauermarsch aus der Sonate für Violine und Pianoforte (1899)
- opus 15: Lieder und Balladen für eine mittlere Singstimme met Begleitung des Pianofortes
- opus 16: Mädchenlieder für eine mittlere Singstimme met Pianofortebegleitung (1: In meinem Garten, 2: Wohl waren es Tage der Sonne, 3: Gute Nacht mein Herz); teksten van Emanuel Geibel
- opus 20: Fünfe ernste Klavierstücke (1: Langsam, jedoch nicht zu sehr), 2: Mit zartestem Ausdruck, 3: Sehr gemessen, 4: Zögernd, nicht zu langsam, 5:Poco agitato)(1899)
- opus 21: Sonata quasi una Phantasia (1902); opgedragen aan Edvard Grieg
- opus 22: Skizzen, Vier Klavierstücke (1901)
- opus 24: Lenore, Ballade von G.A. Bürger (solisten, gemengd koor en orkest (circa 1910)

Genoemde werken bevinden zich in de Zeeuwse bibliotheek en/of in de Koninklijke Bibliotheek te Den Haag. Verder zijn onuitgegeven werken teruggevonden en schreef hij vier symfonieën, een vijfde is of zoekgeraakt of ontvoltooid. Zijn magnum opus zou moeten worden Des Meeres und der Liebe Wellen – Hero und Leander voor solisten, koor en orkest. Het avondvullend werk werd wel steeds aangekondigd en ook gedeeltelijk uitgevoerd, maar het werd nooit voltooid. Zijn muziek kreeg goede kritieken, onder andere van Wouter Paap, maar een mengeling van bescheidenheid en perfectionisme zouden hem in zijn succes hebben dwarsgezeten. Hij liet zich beïnvloeden door Gerard von Brucken Fock, Zoltán Kodály en Frederick Delius, hetgeen de indruk wekt dat zijn stijl niet al te behoudend was. Matthijs Vermeulen vond zijn eerdergenoemde Drie liederen weinig muzikaal, lastig en ondankbaar, volgens een recensie in De Groene Amsterdammer.
De verhouding met Noske was gespannen. Noske was voor muziektheorie leerling van Lies en ondersteunde zijn leraar in het uitgeven van diens werken. In dat uitgeven nam Lies het kwalijk dat Noske hem van succes zou afhouden. Toen Noske naar Den Haag trok, was het afgelopen met de vriendschap. Zeker toen Noske verklaarde dat hij in zijn jonge onschuld het requiem van Lies wel had uitgegeven, maar dat dat zeker niet voor herhaling vatbaar was.
- Biografisch Portaal: 12426650
- Gemeinsame Normdatei: 116999411
- International Standard Name Identifier: 0000 0001 1475 7344
- Virtual International Authority File: 79389873